# Dynasty Warriors: Gundam
Dynasty Warriors: Gundam (ガンダム無双, Gundam Musō) est un jeu vidéo de type hack 'n' slash sorti en 2007 sur PlayStation 3 et Xbox 360, puis porté sur PlayStation 2 en 2008. Le jeu a été développé par Koei puis édité par Namco Bandai,.
Il fait partie des séries Dynasty Warriors et Mobile Suit Gundam.